# Ygona Moura
Ygona Moura de Cardoso (São Paulo, 10 de março de 1997 – São Paulo, 27 de janeiro de 2021) foi uma influenciadora, blogueira e youtuber brasileira.

## Biografia
Aos 16 anos, ainda identificando-se como cisgênero, Ygona Moura assumiu-se gay. Descobriu-se transgênero quatro anos mais tarde. Ygona foi rejeitada pela família, especialmente sua mãe, que não aceitava sua orientação sexual. Por ser também negra e obesa, teve dificuldades para conseguir emprego. Ygona disse que sua mãe negava "até prato de comida" por estar sem trabalho.
Ygona então usou a prostituição como forma de sustento. Chegou a conseguir um emprego formal, mas, com a crise econômica causada pela pandemia de COVID-19, foi demitida, tendo que voltar a morar com a mãe. Apesar dos problemas, Ygona começou a ganhar popularidade no Instagram através de vídeos engraçados que publicava. Porém, Ygona relata que, enquanto morava na casa da mãe, sofreu transfobia por parte de seu irmão, que tentou matá-la. Ygona disse que, após o incidente, sua mãe a expulsou de casa.
Na internet, Ygona atraiu solidariedade e recebeu doações. Ela foi para a Casa Florescer, que acolhe pessoas trans e travestis, onde viveu até sua morte.
| “ | Todas as mensagens que recebi me motivavam a seguir. Senti que tenho um futuro com a internet e isso me motivou muito a não desistir da minha vida. Quero ser influencer. | ” |

### Morte
Durante a pandemia de Covid-19, Ygona adotou uma postura negacionista, desconsiderando as orientações para o isolamento social, procurando aglomerações de gente e festas onde participar, nas quais ganhava cachê. Esse comportamento perigoso teria sido motivado pelas circunstâncias extremas em que vivia que a forçavam a comportamentos de risco para obter meios de sobrevivência, em particular a presença e divulgação pagas de festas e aglomerações, contrariando as diretivas de confinamento em vigor na época.
Foi diagnosticada com Covid-19 após participar de uma festa no início do ano de 2021. Após ser diagnosticada com a doença, foi internada na UTI do Hospital Cidade Tiradentes, em São Paulo, onde lutou contra a enfermidade por aproximadamente duas semanas.
Ygona Moura morreu em 27 de janeiro de 2021, vítima de complicações da COVID-19. Sua morte gerou comoção e debates sobre os perigos da pandemia e a responsabilidade dos influenciadores em promover comportamentos seguros. Posteriormente, surgiram controvérsias sobre a causa exata de sua morte, com a revelação de que ela testou negativo para Covid-19 e positivo para tuberculose, segundo laudo médico divulgado dois meses após seu falecimento.
Em 29 de janeiro de 2021, Dia Nacional da Visibilidade Trans, a Anistia Internacional Brasil, em conjunto com pesquisadores brasileiros, destacou o caso da vida e morte de Ygona como exemplo do apoio deficiente do Governo Federal a pessoas trans e negras, em assistência e proteção social, apresentando vários exemplos e sugestões de mudanças estruturais que podem contribuir para evitar que casos como o de Ygona voltem a acontecer no futuro.

## Leituras adicionais
- Jurema, Bruna; Daniel, Luis Eduardo Batista (28 e 29 de janeiro de 2021). «Caso Ygona Moura: Estado Deve Garantir o Direito a Vida Da População Trans e Negra». In: Anistia.Org. São Paulo: Digra. pp. 1–2.
- COLOMBO, A. L.; MARTINS, I. M. COVID-19: LIÇÕES PARA UMA CULTURA DE PREVENÇÃO DE RISCO. International Journal of Environmental Resilience Research and Science, [S. l.], v. 4, n. 3, p. 1–15, 2022. DOI: 10.48075/ijerrs.v4i3.28533. Disponível em: https://e-revista.unioeste.br/index.php/ijerrs/article/view/28533. Acesso em: 29 mar. 2024.